# Club Sportif Sfaxien
Club Sportif Sfaxien (Arabisch: النادي الرياضي الصفاقسي) is een Tunesische sportclub uit Sfax. De club is het meest bekend voor zijn voetbalafdeling maar heeft ook een volleybal en basketbalclub. De club werd opgericht in 1928 als Club Tunisien, de clubkleuren waren groen-rood. In 1962 werd de clubnaam veranderd en de huidige clubkleuren aangenomen.
CS Sfaxien is, net zoals Club Africain en Stade Tunisien, sinds de onafhankelijkheid alle seizoenen in de eerste klasse actief. In 1998 won de club zijn eerste internationale titel, de CAF Cup. In 2005 kon het de hegemonie van Espérance Tunis doorbreken die al sinds 1998 de titel binnenhaalde. In 2007 won de club de CAF Confederation Cup in de finale van het Soedanese Al-Merreikh Omdurman en een jaar later herhaalde het deze prestatie tegen het Tunesische Étoile Sportive du Sahel.

## Erelijst
- Championnat National Tunisien (8x)
  - Winnaar: 1969, 1971, 1978, 1981, 1983, 1995, 2005, 2013
- Beker van Tunesië (7x)
  - Winnaar: 1971, 1995, 2004, 2009, 2019, 2021, 2022
- Tunesische Ligabeker (1x)
  - Winnaar: 2003
- Coupe Hédi Chaker (2x)
  - Winnaar: 1963, 1966
- CAF Confederation Cup (3x)
  - Winnaar: 2007, 2008, 2013
- CAF Cup (1x)
  - Winnaar: 1998
- Arab Club Champions Cup (2x)
  - Winnaar: 2000, 2004
- North African Cup Winners Cup (1x)
  - Winnaar: 2009

## Bekende (oud-)spelers

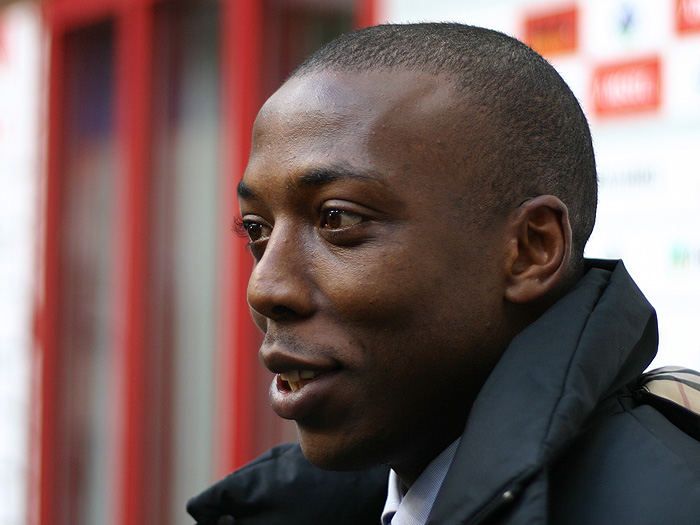
Hatem Trabelsi.

| - Noah Abid - Agyemang Apoku - Joetex Asamoah - Ibrahima Ba - Papa Malick Ba - Jean Benza - Imed Ben Younès - Khaled Fadhel - Louis Gomis |  | - Radhwan Jawhari - Naby Soumah - Hatem Trabelsi - Nizar Trabelsi - Sadok Chabchoub |